# Картер, Ксавье
Ксавье Картер (англ. Xavier Carter; род. 8 декабря 1985, Палм-Бей, Флорида) — американский легкоатлет, специалист по бегу на короткие дистанции. Выступал за сборную США по лёгкой атлетике в 2000-х годах, победитель и призёр ряда крупных международных стартов, многократный чемпион первого дивизиона NCAA.

## Биография
Ксавье Картер родился 8 декабря 1985 года в городе Палм-Бей, штат Флорида. Во время учёбы в старшей школе Palm Bay High School в Мелборне серьёзно занимался лёгкой атлетикой, играл в американский футбол за местную команду. Неоднократно выигрывал различные школьные соревнования, в частности девять раз становился чемпионом Флориды среди школьников в различных спринтерских дисциплинах.
Продолжил спортивную карьеру в Университете штата Луизиана, представлял университетские легкоатлетическую и футбольную команды LSU Tigers.
В 2005 году на чемпионате первого дивизиона Национальной ассоциации студенческого спорта (NCAA) стал серебряным призёром в беге на 200 метров и одержал победу в эстафете 4 × 400 метров.
В 2006 году на чемпионате NCAA в помещении в Фейетвилле победил в беге на 400 метров и эстафете 4 × 400 метров, тогда как на чемпионате NCAA на открытом стадионе в Сакраменто завоевал золотые награды сразу в четырёх дисциплинах: 100 метров, 400 метров, эстафеты 4 × 100 и 4 × 400 метров. Позднее на этапе Гран-при в Лозанне в дисциплине 200 метров показал лучший результат мирового сезона — 19,63 (на тот момент это был второй лучший результат в истории, а в настоящее время — десятый лучший результат). По итогам сезона Картер удостоился награды Laureus World Sports Award в категории «Прорыв года».
Сезон 2007 года омрачился травмой колена, при этом Картер всё же сумел выиграть несколько стартов, в частности стал лучшим в беге на 200 метров на международном турнире «Мировой класс в Цюрихе», входившем в Золотую лигу IAAF.
Пытался пройти отбор на летние Олимпийские игры 2008 года в Пекине, однако на национальном олимпийском отборочном турнире в Юджине попасть в число призёров не смог. В беге на 100 метров хоть и установил свой личный рекорд на предварительном квалификационном этапе, преодолев дистанцию за 10 секунд ровно, затем в решающем забеге финишировал последним. В беге на 200 метров так же вышел в финал, но в финальном забеге на старт не вышел.
В 2010 году в дисциплине 200 метров выиграл бронзовую медаль на Чемпионате США в Де-Мойне, среди прочего был четвёртым на Prefontaine Classic и шестым на Weltklasse Zürich.
Завершил спортивную карьеру по окончании сезона 2011 года.